# میسن مور
میسن مور (انگلیسی: Mason Moore؛ زاده ۱ فوریهٔ ۱۹۸۵) یک بازیگر پورنوگرافی اهل ایالات متحده آمریکا است.